# ژامبولات لوکیائف
ژامبولات لوکیائف (انگلیسی: Zhambolat Lokyaev؛ ۱۷ دسامبر ۱۹۹۴) کشتی‌گیر فرنگی اهل روسیه است.